# Salvador Reyes (ur. 1968)
Salvador Luis Reyes de la Peña (ur. 28 września 1968 w Guadalajarze) – meksykański piłkarz występujący na pozycji pomocnika, obecnie asystent selekcjonera reprezentacji Meksyku. Jego ojciec Salvador Reyes i dziadek Luis Reyes również byli piłkarzami.

## Kariera klubowa
Reyes pochodzi z Guadalajary i jest wychowankiem tamtejszego zespołu Universidad de Guadalajara. Do treningów seniorskiej drużyny został włączony jako dwudziestolatek przez szkoleniowca Ignacio Trellesa i w meksykańskiej Primera División zadebiutował 3 grudnia 1988 w przegranym 0:1 meczu z Tigres UANL. Szybko został jednym z podstawowych piłkarzy zespołu, pierwszego gola w najwyższej klasie rozgrywkowej zdobywając 11 lutego 1989 w przegranej 1:2 konfrontacji z Cobras. W swoim premierowym sezonie, 1988/1989, dotarł z Universidadem do finału krajowego pucharu – Copa México, za to rok później, podczas rozgrywek 1989/1990, zdobył tytuł wicemistrza Meksyku. W sezonie 1990/1991 zdołał za wywalczyć puchar kraju i bezpośrednio po tym sukcesie odszedł do ekipy Puebla FC. Tam był początkowo kluczowym graczem ekipy i w tej roli zdobył wicemistrzostwo Meksyku w sezonie 1991/1992, a w 1991 roku triumfował w najbardziej prestiżowych rozgrywkach kontynentu, Pucharze Mistrzów CONCACAF, a także zajął drugie miejsce w Copa Interamericana, jednak stopniowo tracił pewne miejsce w wyjściowej jedenastce.
Latem 1995 Reyes przeszedł do klubu Chivas de Guadalajara, którego barwy w przeszłości przez wiele lat reprezentowali członkowie jego rodziny. Tam wystąpił jednak w zaledwie dwóch meczach i już po dwunastu miesiącach opuścił drużynę na rzecz Club Celaya. Tam również często występował nieregularnie, nie odnosząc żadnych sukcesów zarówno na arenie krajowej, jak i międzynarodowej. Z Celayi odszedł po upływie półtora roku, później jeszcze przez rok pozostawał na bezrobociu, po czym podpisał umowę z kolejnym klubem ze swojego rodzinnego miasta, Bachilleres de Guadalajara, występującym w rozgrywkach drugiej ligi meksykańskiej. W barwach tej ekipy zakończył swoją piłkarską karierę w wieku 31 lat.

## Kariera trenerska
Po zakończeniu kariery Reyes został trenerem, początkowo podejmując pracę w drugoligowych rezerwach klubu Tigres UANL z siedzibą w mieście Monterrey, najpierw noszących nazwę Tigrillos Broncos, a później Tigres Mochis. W styczniu 2006 podpisał umowę z drugoligowym Querétaro FC, z którym na koniec sezonu 2005/2006, wskutek wygrania rozgrywek w fazie Clausura 2006, awansował do najwyższej klasy rozgrywkowej. Tam poprowadził drużynę w sezonie 2006/2007, po którym zaledwie po roku spadł z Querétaro ponownie do drugiej ligi. Sam pozostał jednak na pierwszym szczeblu, zostając asystentem Hansa Westerhofa w Club Necaxa z Aguascalientes, a po upływie sześciu miesięcy mianowano go pierwszym szkoleniowcem zespołu, który prowadził bez większych sukcesów przez kolejne kilka miesięcy. Został zwolniony w październiku 2008 po serii dziewięciu spotkań z rzędu bez zwycięstwa. Jesienią 2009 trenował drugoligowy Club León, również nie odnosząc z nim żadnego osiągnięcia.
Przez cały 2010 rok Reyes był członkiem sztabu szkoleniowego zespołu Club Santos Laguna z siedzibą w Torreón, współpracując w nim z argentyńskim trenerem Rubénem Omarem Romano. W styczniu 2011, wraz z Eduardo de la Torre i Luisem Fernando Teną, został asystentem nowego selekcjonera reprezentacji Meksyku, José Manuela de la Torre.